# Samhällsskydd
Samhällsskydd (alternativt samhällssäkerhet eller enbart säkerhet) är ett begrepp som mer eller mindre kommit att ersätta civilt försvar. Begreppet har fått ökad användning efter kalla krigets slut – inte minst sedan 11 september-attackerna – och inkluderar utöver civilförsvarsrollen även krishantering och räddningstjänst.
Orsaken till terminologibytet är att begreppet civilt försvar i första hand syftade på åtgärder som skulle vidtas för att skydda befolkningen och samhället i händelse av omfattande krig, och därför till stor del omfattade åtgärder som skulle kräva mobilisering för att kunna tas i bruk. När ett bredare spektrum av händelser och hot aktualiserades, samtidigt som risken för storkrig sågs som mindre, började gränsen till räddningstjänst bli alltmer otydlig.
Samhällsskydd syftar här på åtgärder för att skydda samhället mot eller under säkerhetshot, det kombineras ofta till begreppet samhällsskydd och beredskap alternativt samhällsskydd och krisberedskap. Ett uttryck för begreppsbytena i Sverige är att myndigheterna Räddningsverket och Krisberedskapsmyndigheten (efterträdaren till Överstyrelsen för civil beredskap) 1 januari 2009 slogs ihop till Myndigheten för samhällsskydd och beredskap.
Terminologin och indelningen ser olika ut på olika språk och i olika länder, även om trenden till förändringar efter 1989 respektive 2001 delas av de flesta länder, åtminstone de i västvärlden. En orsak till terminologiskillnader är att svenska språket ofta använder ordet säkerhet för det som i engelskan betecknas safety respektive security. I USA har begreppet homeland security införts, med något annan innebörd än det svenska säkerhetsbegreppet, vilket ledde till skapandet av USA:s departement för inrikes säkerhet.